# Kirche von Ebeltoft

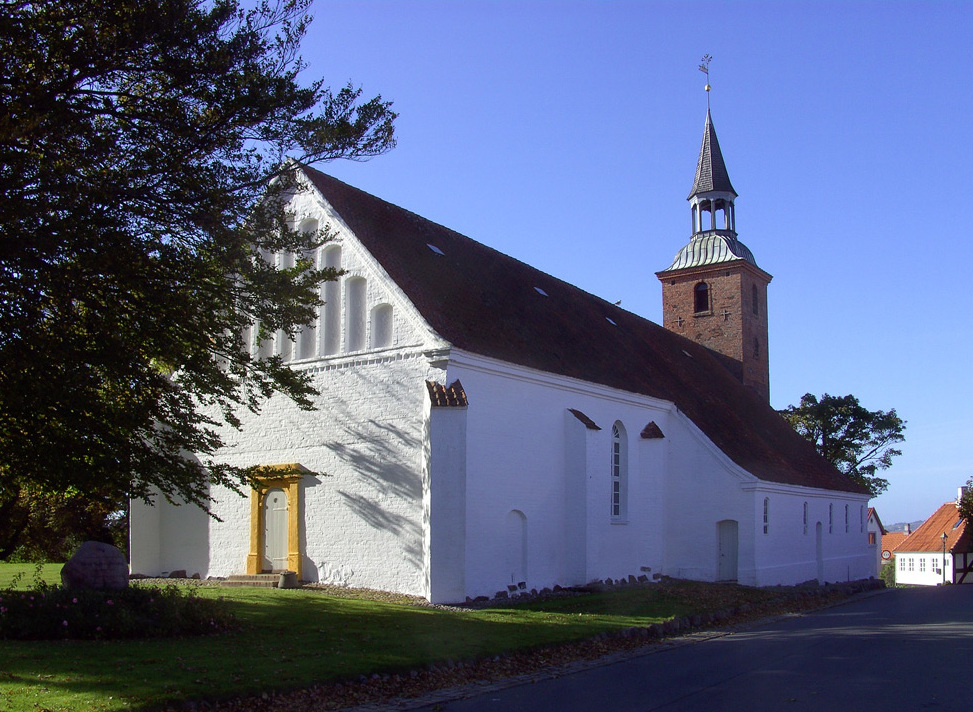
Kirche von Ebeltoft

Die Kirche von Ebeltoft liegt in der Landgemeinde Ebeltoft auf der gleichnamigen Halbinsel, die ihrerseits Teil der Halbinsel Djursland ist, das den östlichen Teil von Jütland in Dänemark bildet. Sie gehört zur evangelisch-lutherischen Volkskirche Dänemarks. Der im 13. Jahrhundert errichtete schmucklose romanische Bau, bei dem Chor und Kirchenschiff übergangslos und hallenartig in einer Linie liegen, ist außenarchitektonisch nicht anspruchsvoll.
Bei der im Jahre 1983 erfolgten Restaurierung fand man Münzen aus dem 13. Jahrhundert. Das deutet, dass die Kirche bereits bestand, bevor Ebeltoft 1301 die Stadtprivilegien erhielt. Bis dahin glaubte man, dass die Kirche aus dem Jahre 1458 stammte, in dem sie zum ersten Mal erwähnt wird.

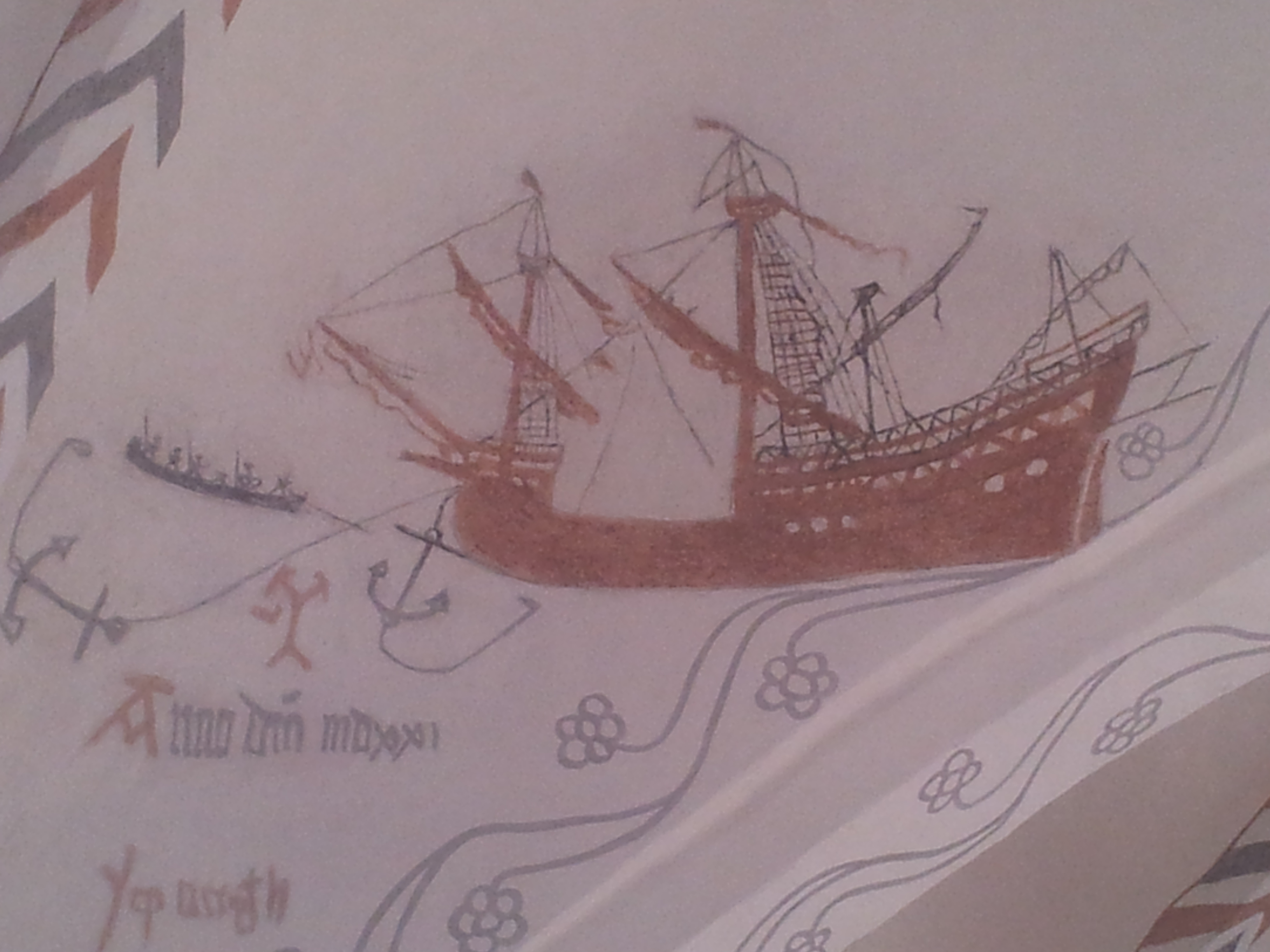
Die Fregatte

Andererseits weist die heutige Formensprache des Kirchenäußeren mit seinen großen Rundbogenfenstern weder auf Romanik, noch Gotik, sondern auf den Barockstil des 18. Jahrhunderts, in dem das Bauwerk die für dänische Kirchen übliche Eingangshalle erhielt.
Im Chorraum und in den Gewölben sind viele Wandmalereien zu sehen. Interessant ist ein Vogel, der an einen Kranich erinnert. Im dritten Gewölbe wird Jesus auf dem Kreuzweg und die Kreuzigung dargestellt. Unter dem Gewölbe ist eine Fregatte, vielleicht die „Maria“, erbaut von König Hans (1455–1513) zu sehen. Hans war König von Dänemark, Norwegen und Schweden.
Die Kirche hat ein spätromanisches Taufbecken aus gotländischem Sandstein.